# The Goodwin Games
The Goodwin Games est une série télévisée américaine en sept épisodes de 23 minutes créée par Carter Bays, Craig Thomas et Chris Harris, diffusée entre le 20 mai, et le 1er juillet 2013 sur le réseau Fox et sur Citytv au Canada.
Cette série est inédite dans tous les pays francophones.

## Synopsis
Après le décès de leur père, Chloe, Henry et Jimmy font face à son dernier souhait: jouer à un jeu de type Trivial Pursuit avec des questions sur leur vie, conçue par leur père, afin de remporter son héritage de 23 millions de dollars. Ils feront compétition à une autre personne choisie par leur père.

## Distribution
- Becki Newton : Chloe Goodwin
- Scott Foley : Henry Goodwin
- T. J. Miller : Jimmy Goodwin
- Kat Foster (en) : Lucinda Hobbes
- Melissa Tang : April Cho
- Sabrina Carpenter : jeune Chloe (5 épisodes)
- Will Shadley : jeune Henry (3 épisodes)
- Jadon Sand : jeune Jimmy (3 épisodes)

### Invités
- Beau Bridges : Benjamin Goodwin (4 épisodes)
- Kaitlyn Maher : Piper Goodwin (épisodes 1, 2 et 5)
- Jerrod Carmichael : Elijah (épisodes 1 à 3)
- Stefanie Black : Annie (épisodes 1 et 7)
- Robert Belushi : Keith (épisodes 2 et 4)
- Alison Becker : Danielle (épisode 2)
- Laurie Metcalf : Dr Richland, patronne de Henry (épisodes 3 et 7)
- Adam Rodriguez : Ivan, professeur (épisodes 4, 6 et 7)
- Dave Foley : Mr Quilty (épisode 4)
- Mckenna Grace : Even Younger Chloe (épisode 4)
- Janina Gavankar : Hannah, mère de Piper (épisode 5)
- Chris Diamantopoulos : Chad Morrow, docteur (épisode 5)

## Développement

### Production
Le développement de la série a débuté en septembre 2011. Fox a commandé le pilote en février 2012.
Le 9 mai 2012, Fox a commandé la série pour la saison 2012-2013 et a annoncé lors du dévoilement de la programmation du réseau tenu le 14 mai que la série sera diffusée à la mi-saison.
Le 2 novembre 2012, Fox réduit la commande de treize épisodes à sept.

### Casting
À partir de février 2012, les rôles ont été attribués dans cet ordre: Becki Newton, Scott Foley, Felisha Terrell (Lucinda), Jake Lacy (Jimmy) et Melissa Tang.
En juin et juillet, T. J. Miller remplace Jake Lacy dans le rôle de Jimmy et Kat Foster remplace Felisha dans le rôle de Lucinda.
Parmi les rôles récurrents et invités, on retrouve Janina Gavankar, Chris Diamantopoulos, Adam Rodriguez et Laurie Metcalf.

## Fiche technique
- Réalisateur du pilote : Peyton Reed
- Producteurs exécutifs : Carter Bays, Craig Thomas et Chris Harris
- Société de production : 20th Century Fox Television

## Épisodes
| № | Titre                  | Réalisation         | Scénario                                  | Première diffusion | Audience (millions) |
| - | ---------------------- | ------------------- | ----------------------------------------- | ------------------ | ------------------- |
| 1 | Pilot                  | Peyton Reed         | Chris Harris, Craig Thomas et Carter Bays | 20 mai 2013        | 1,614               |
| 2 | Welcome Home, Goodwins | Peyton Reed         | Tom Ruprecht                              | 27 mai 2013        | 1,37                |
| 3 | Small Town             | Jesse Peretz        | Greg Schaffer                             | 3 juin 2013        | 1,62                |
| 4 | The Hamletta           | Peyton Reed         | Carter Bays et Craig Thomas               | 10 juin 2013       | 1,54                |
| 5 | The Birds of Granby    | David Katzenberg    | Chris Harris                              | 17 juin 2013       | 1,39                |
| 6 | Happy Hour             | John Putch          | Christine Zander                          | 24 juin 2013       | 1,5                 |
| 7 | The Box                | Neil Patrick Harris | Rachel Axler                              | 1er juillet 2013   | 1,49                |